# Staro Selo (Brod)
Staro Selo (en macédonien Старо Село) est un village de l'ouest de la Macédoine du Nord, situé dans la municipalité de Makedonski Brod. Le village ne comptait aucun habitant en 2002.